# Lindstrom (Minnesota)
Lindstrom è un comune degli Stati Uniti d'America, situato nello Stato del Minnesota, nella Contea di Chisago.